# Marci (cráter)
Marci es un pequeño cráter de impacto más, perteneciente a la cara oculta de la Luna. Se localiza alrededor de un diámetro al oeste del cráter prominente Jackson. Al noroeste de Marci se halla el cráter de mayor tamaño Fitzgerald.
|  |

Se trata de un rasgo aproximadamente circular, en forma de cuenco, con ligeras protuberancias hacia fuera en los sectores norte y sur del borde. Las paredes internas son generalmente pendientes simples que descienden hacia el suelo interior. Este suelo ocupa aproximadamente la mitad del diámetro del cráter. Marci se encuentra dentro del brillante sistema de marcas radiales que rodea a Jackson.

## Cráteres satélite

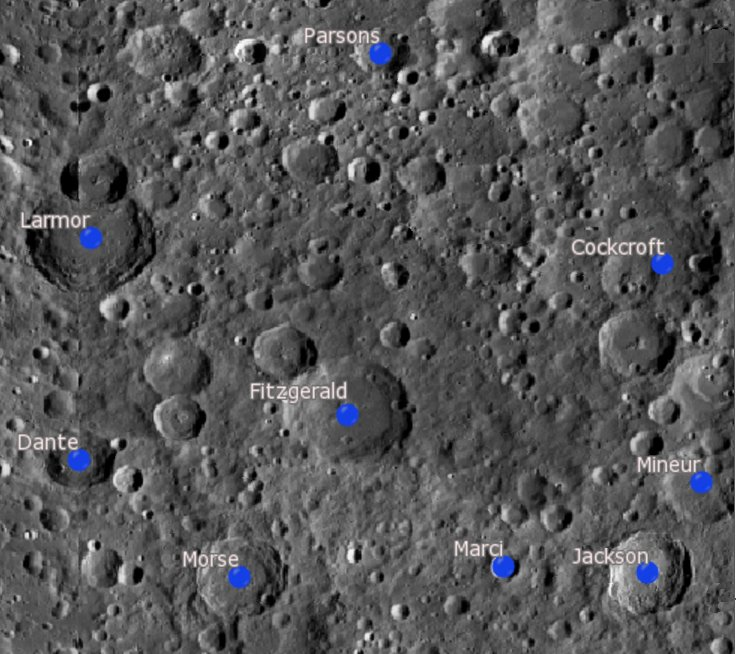
Entorno de Marci

Por convención estos elementos son identificados en los mapas lunares poniendo la letra en el lado del punto medio del cráter que está más cercano a Marci.
|       | \| Marci \| Coordenadas \| Diámetro \| \| ----- \| ------------------------------- \| -------- \| \| B \| 25°12′N 166°18′O / 25.2, -166.3 \| 28 km \| \| C \| 24°18′N 165°24′O / 24.3, -165.4 \| 26 km \| |          |
| Marci | Coordenadas | Diámetro |
| B     | 25°12′N 166°18′O / 25.2, -166.3 | 28 km    |
| C     | 24°18′N 165°24′O / 24.3, -165.4 | 26 km    |